# Mustassaar
Mustassaar (även Pleesi saar) är en ö i Hapsalviken utanför Estlands västkust. Den ligger i kommunen Hapsals stad (tidigare Ridala kommun) i landskapet Läänemaa, 80 km sydväst om huvudstaden Tallinn.